# The Hollow Crown: The Wars of the Roses
The Hollow Crown: The Wars of the Roses è una miniserie televisiva britannica in tre parti, trasmessa dal 7 al 21 maggio 2016 sul canale BBC Two. Si tratta di un adattamento delle opere shakesperiane Enrico VI, parte I, Enrico VI, parte II, Enrico VI, parte III, e Riccardo III.
Si tratta del secondo ciclo della serie The Hollow Crown trasmessa nel 2012.
Il film Henry VI, Part 1 è un adattamento di Enrico VI, parte I e della prima metà circa di Enrico VI, parte II; il film Henry VI, Part 2 è un adattamento della seconda metà circa di Enrico VI, parte II e di Enrico VI, parte III.

## Personaggi e interpreti
Henry VI, Part 1
- Umfredo Plantageneto, duca di Gloucester, interpretato da Hugh Bonneville.
- Riccardo Plantageneto, III duca di York, interpretato da Adrian Dunbar.
- Edmondo Mortimer, V conte di March, interpretato da Michael Gambon.
- John Talbot, I conte di Shrewsbury, interpretato da Philip Glenister.
- Eleonora Cobham, interpretata da Sally Hawkins.
- Thomas Beaufort, I duca di Exeter, interpretato da Anton Lesser.
- Edmund Beaufort, II duca di Somerset, interpretato da Ben Miles.
- Margherita d'Angiò, interpretata da Sophie Okonedo.
- Enrico VI d'Inghilterra, interpretato da Tom Sturridge.
- Richard Neville, XVI conte di Warwick, interpretato da Stanley Townsend.
- William de la Pole, I duca di Suffolk, interpretato da Jason Watkins.
- Enrico Beaufort, interpretato da Samuel West.

Henry VI, Part 2
- Riccardo III d'Inghilterra, interpretato da Benedict Cumberbatch.
- Henry Stafford, II duca di Buckingham, interpretato da Ben Daniels.
- Riccardo Plantageneto, III duca di York, interpretato da Adrian Dunbar.
- William Hastings, I barone Hastings, interpretato da James Fleet.
- Anna Neville, interpretata da Phoebe Fox.
- Elisabetta Woodville, interpretata da Keeley Hawes.
- Thomas Beaufort, I duca di Exeter, interpretato da Anton Lesser.
- Edmund Beaufort, II duca di Somerset, interpretato da Ben Miles.
- Margherita d'Angiò, interpretata da Sophie Okonedo.
- Luigi XI di Francia, interpretato da Andrew Scott.
- John Clifford, IX barone Clifford, interpretato da Kyle Soller.
- Edoardo IV d'Inghilterra, interpretato da Geoffrey Streatfeild.
- Enrico VI d'Inghilterra, interpretato da Tom Sturridge.
- Richard Neville, XVI conte di Warwick, interpretato da Stanley Townsend.
- Giorgio Plantageneto, I duca di Clarence, interpretato da Sam Troughton.
- William de la Pole, I duca di Suffolk, interpretato da Jason Watkins.

Richard III
- Riccardo III d'Inghilterra, interpretato da Benedict Cumberbatch.
- Henry Stafford, II duca di Buckingham, interpretato da Ben Daniels.
- Cecily Neville, interpretata da Judi Dench.
- William Hastings, I barone Hastings, interpretato da James Fleet.
- Anna Neville, interpretata da Phoebe Fox.
- Elisabetta Woodville, interpretata da Keeley Hawes.
- Thomas Beaufort, I duca di Exeter, interpretato da Anton Lesser.
- Margherita d'Angiò, interpretata da Sophie Okonedo.
- Edoardo IV d'Inghilterra, interpretato da Geoffrey Streatfeild.
- Enrico VI d'Inghilterra, interpretato da Tom Sturridge.
- Enrico VII d'Inghilterra, interpretato da Luke Treadaway.
- Giorgio Plantageneto, I duca di Clarence, interpretato da Sam Troughton.

## Puntate
| nº | Puntata          | Prima TV UK    |
| -- | ---------------- | -------------- |
| 1  | Henry VI, Part 1 | 7 maggio 2016  |
| 2  | Henry VI, Part 2 | 14 maggio 2016 |
| 3  | Richard III      | 21 maggio 2016 |